# 科雷奥
科雷奥是巴西塞阿拉州的一个市镇。总面积775.746平方公里，总人口20502人，人口密度26.4人/平方公里。